# 鶉村 (岐阜県)
鶉村（うずらむら）は、かつて岐阜県稲葉郡に存在した村である。平成の大合併以前の岐阜市南部に該当し、荒田川、境川に挟まれていた。
村名は、かつてこの地に存在した郷（鶉郷）に由来する。鶉郷は奈良時代に舎人親王の孫がこの地を開拓したときに名づけられたという。『稲葉郡志』によると、この付近は低湿地で、ウズラが多く生息していたことによるという。

## 歴史
- 江戸時代、この地域は美濃国厚見郡であり、加納藩領であった。
- 1889年（明治22年）7月1日 - 町村制により、鶉村が成立。
- 1897年（明治30年）4月1日[3] - 厚見郡、各務郡、方県郡の一部が合併して稲葉郡となる。
- 1927年（昭和2年）11月10日 - 小作争議が激化。岐阜区裁判所を多数の農民が取り囲む騒ぎを起こす[4]。
- 1950年（昭和25年）8月20日 - 岐阜市に編入される。

## 教育
- 鶉村立鶉小学校 （現・岐阜市立鶉小学校）
- 稲葉郡中学校組合立南部中学校 ※稲葉郡佐波村、鶉村、日置江村の組合立中学校。所在地は鶉村。

## 交通機関
- 近畿日本鉄道岐阜線が鶉村を通過し、駅の建設も計画されていたが、岐阜線自体が幻の路線となり、実現されなかった。

## 神社・仏閣
- 鶉田神社
- 津島神社